# Alona rectangula
Alona rectangula är en kräftdjursart som beskrevs av Sars 1861. Alona rectangula ingår i släktet Alona och familjen Chydoridae. Inga underarter finns listade i Catalogue of Life.